# L'occasione fa il ladro

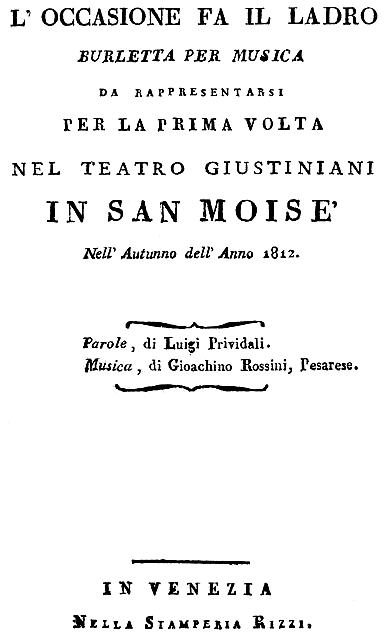
Librettots titelsida, Venedig 1812.

L'occasione fa il ladro, ossia Il cambio della valigia (Tillfället gör tjuven) är en opera (burletta per musica) i en akt med musik av Gioacchino Rossini och libretto av Luigi Prividali efter pjäsen Le prétendu par hasard, ou L’occasion fait le larron av Eugène Scribe.

## Historia
Av Rossinis första nio operor skrevs fem för Teatro San Moisè i Venedig. Dessa fem var alla enaktsfarser, vilka Rossini komponerade mellan 1810 och 1813. Förutom L'occasione fa il ladro bestod de av La cambiale di matrimonio, L'inganno felice, Silkesstegen och Il signor Bruschino. 
Den föregående operan La pietra del paragone hade på grund av Rossinis feberattacker en försenad premiär den 26 september 1812. Operachefen Antonio Cera var inte nöjd med denna försening och till nästa beställning hade Rossini för säkerhets skull bevisat sin sjukdom i ett intyg till inrikesministern och kunde därför rättfärdiga sig. Enligt egna uppgifter förpliktigade han sig att skriva musiken till den nya operan inom 15 dagar. Detta mål uppnådde han, då det i ett brev av den 11 november 1812 framgår att han endast behövde elva dagar. Trots det behövde han hjälp av en medarbetare för att skriva recitativen och under repetitionerna orkestrerade om två avsnitt i kvintetten. Premiären ägde rum den 24 november 1812 på Teatro San Moisè i Venedig men blev inte den sedvanliga succén som väntat.

## Personer
- Don Parmenione (baryton)
- Martino, hans tjänare (bas
- Greve Alberto (tenor)
- Don Eusebio (tenor)
- Berenice, hans niece (sopran)
- Ernestina, hennes väninna (sopran)

## Handling
Överraskade av ett oväder tar två främlingar skydd på ett värdshus. Don Parmenione och hans tjänare Martino är på jakt efter en förrymd flicka. Greve Alberto ska möta sin fästmö Berenice som han aldrig har sett. Alberto ger sig av men tar av misstag med sig don Parmeniones väska. Parmenione öppnar grevens väska och finner Albertos pass och en bild av en vacker flicka som han antar är Albertos fästmö (i själva verket är det en bild på Albertos syster). Parmenione beslutar att låtsas vara greven och gifta sig med henne. Han presenterar sig hos don Eusebio, Berenices farbror. Berenice har klätt ut sig till tjänarinna för att få reda på vem som är hennes tillkommande. Hennes väninna Ernestina utger sig för att vara Berenice. Snart anländer Alberto och båda männen säger att de är greven. Under tiden förälskar sig Alberto i "tjänarinnan". Efter diverse förvecklingar klaras allt upp. Greven förenas med Berenice medan Parmenione gifter sig med Ernestina, just den flicka han var på jakt efter.

## Musiken
Orkestern består av:
- Träblås: två flöjter, en piccolaflöjt, två oboer, två klarinetter, fagott
- Bleckblås: två valthorn
- Stråkar
- Basso continuo

Operan innehåller följande musiknummer:
- Nr. 1. Sinfonia och inledning[1] (Parmenione, Martino, Alberto): "Frema in cielo il nembo irato" (Scen 1)
- Nr. 2. Aria (Parmenione): "Che sorte, che accidente" (Scen 3)
- Nr. 3. Aria (Berenice): "Vicino è il momento" (Scen 5)
- Nr. 4. Kvintett (Parmenione, Ernestina, Alberto, Berenice, Eusebio): "Quel gentil, quel vago oggetto" (Scen 7)
- Nr. 5. Recitativ och aria (Alberto): "D'ogni più sacro impegno" (Scen 11)
- Nr. 6. Duett (Parmenione, Berenice): "Per conoscere l'inganno – Voi la sposa!" (Scen 12)
- Nr. 7. Aria (Martino): "Il mio padron è un uomo" (Scen 13)
- Nr. 8. Recitativ och aria (Berenice): "Voi la sposa pretendete" (Scen 15)
- Nr. 9. Final: "Quello, ch'io fui, ritorno" (Scen 16)

L'occasione fa il ladro är anmärkningsvärd för det precisa sätt som Rossini särskiljer de två kärleksparen. För Alberto och Berenice skrev han enkla och sentimentala melodier (som i duetten i finalen "Oh quanto son grate le pene d'amore"); för Parmenione och Ernestina skrev han melodier med rörelse och energi (Parmeniones aria "Che sorte, che accidente"). Trots att operan är kort är de flesta numren utökade och en del har relativt komplexa strukturer.